# Honda
Honda Motor Company, Ltd. Honda Giken Kōgyō Kabushiki-gaisha (本田技研工業株式会社, «Honda Technology Research Institute Company, Limited») o simplement, Honda (TYO 7267), és una reeixida companyia d'enginyeria i de producció japonesa. És coneguda pels seus automòbils i motocicletes, però també produeix una llarga llista d'altres productes: camions, escúters, robots, avions, generadors elèctrics, motors de vaixells, equipaments de jardí i tecnologies mòbils i aeronàutiques. Amb més de 14 milions de motors de combustió interna produïts cada any, Honda és el fabricant més gran de motors del món. El 2004, la companyia va començar a produir motors dièsel.
La seu central d'Honda es troba a Minato, Tòquio. Està al mercat de valors de Tòquio i al de Nova York, així com a Osaka, Nagoya, Sapporo, Kyoto, Fukuoka, Londres, París i Suïssa. La seu central americana (American Honda Motor Co.) es troba a Torrance, Califòrnia, i la canadenca (Honda Canada Inc.) a Scarborough, Ontario. La filial d'Honda per a automòbils de luxe a Nord-amèrica s'anomena Acura.

## Història

### Inicis
El 1938, mentre treballava a Art Shokai, el mecànic Soichiro Honda va desenvolupar un nou disseny d'anells de pistó i els va intentar vendre a Toyota (que no els va pas rebutjar com es creu popularment). Honda va construir una nova planta per a fabricar productes per a Toyota, però poc després, durant la Segona Guerra Mundial, la fàbrica va ser completament destruïda.
Acabat el conflicte, Soichiro Honda va crear una nova companyia amb allò que li quedava del mercat japonès, que havia estat reduït considerablement per la guerra. El Japó no tenia ni diners ni energia, però necessitava un mitjà de transport bàsic. Honda va començar a muntar motors a bicicletes, creant un mitjà de transport barat i eficaç. El nom inicial de la nova empresa va ser Honda Giken Kōgyō Kabushiki Kaisha (traduïble com a Institut de Recerca Honda). Tot i l'aparença del nom, la primera planta de la nova companyia era una barraca de fusta on Soichiro Honda i els seus associats acoblaven els motors a les bicicletes. En honor als esforços del fundador, el nom inicial de l'empresa segueix essent l'oficial al Japó. El 24 de setembre de 1948 es va fundar al Japó l'empresa definitiva, Honda Motor Co.

### Motocicletes
De seguida, Honda va començar a fabricar una gamma de petites motocicletes que van permetre Soichiro Honda de recuperar-se de les pèrdues de la guerra. La primera motocicleta posada a la venda va ser l'A-Type de 1947, un any abans de la fundació oficial de la companyia. Equipava un motor de 98 cc, amb una potència al voltant de 3 CV. Aquest model va ser seguit per diversos escúters i motocicletes durant la dècada del 1950 amb molt d'èxit.
El 1958 es va fundar l'American Honda Company i només un any després, Honda va introduir el seu primer model als Estats Units, l'Honda C100 Super Cub de 1959. L'Honda Cub té la xifra de vendes més gran per a un vehicle de tot el món, amb vendes al voltant de 50 milions d'unitats. Als Estats Units, durant els anys 60, les grans motocicletes tenien fama de ser un producte per a gent de caràcter aspre, una imatge instigada per Harley Davidson, però Honda va canviar aquesta percepció pública amb l'eslògan «You meet the nicest people on a Honda» ("Coneixes la gent més maca en una Honda").
Dins els sector de les motocicletes de turisme, Honda va ser el primer dels principals fabricants japonesos a fer un ús generalitzat del motor de quatre temps, en particular amb una gamma de bicilíndrics verticals, el CB 250 i el CB 350, amb arbre de lleves al cap. Honda va innovar durant la dècada del 1960 en comercialitzar la CB 450, equipada amb un motor DOHC que lliurava 45 CV i podia competir amb altres models no japonesos de superior cilindrada, com ara la Triumph 650 Bonneville, la Norton 750 o les BSA, Moto Guzzi i BMW. La marca japonesa també fabricava a l'època ciclomotors amb motor monocilíndric de quatre temps.

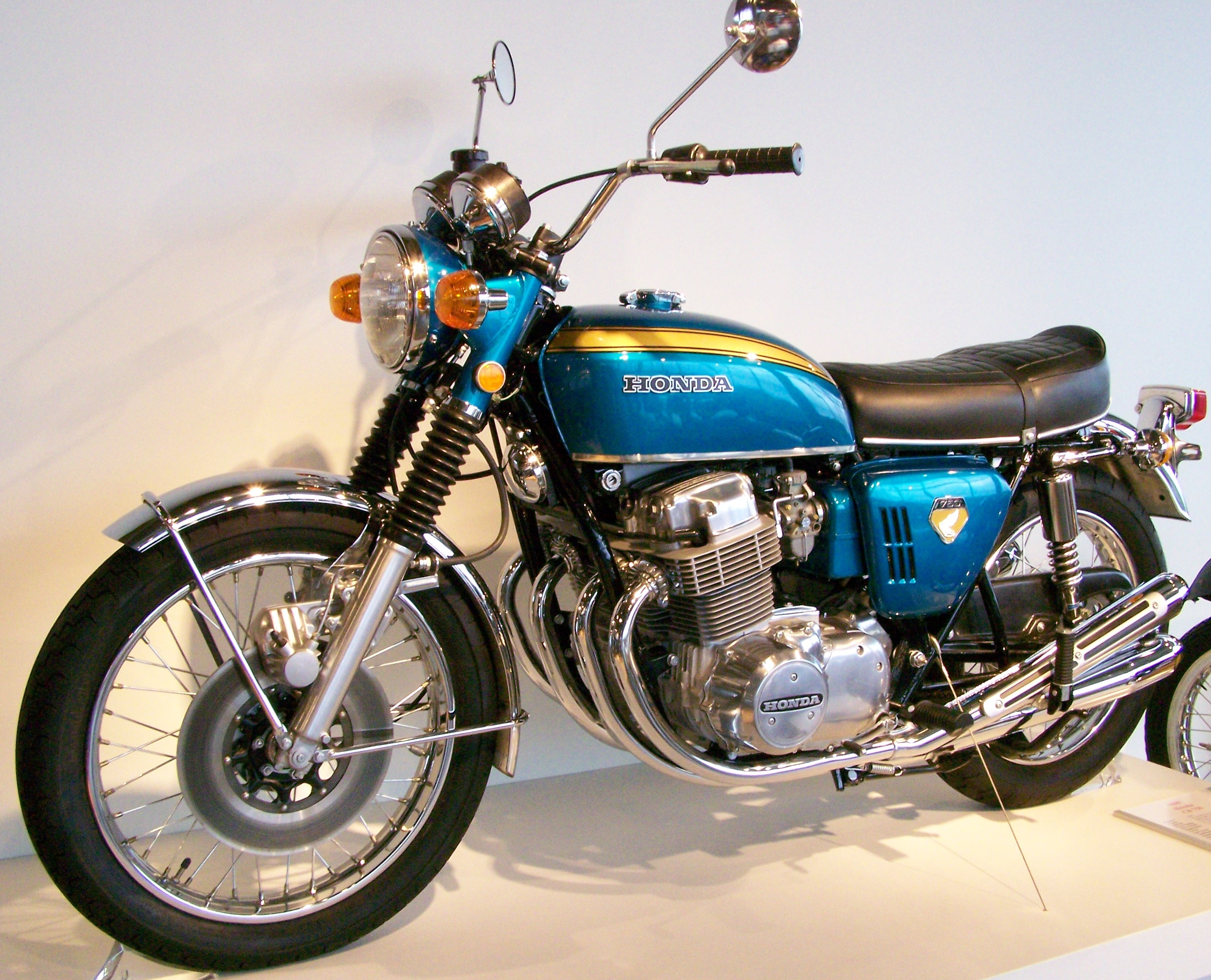
L'Honda CB 750 Four K0 de 1970

El 1969, Honda va sorprendre tothom amb la primera moto de turisme produïda en sèrie a dur un motor SOHC de 4 cilindres transversal, la CB 750 Four, que ràpidament es va convertir en una referència. La moto incorporava altres innovacions importants, com ara el primer fre de disc hidràulic en un model de sèrie. Aquesta moto seguí gaudint del mateix gran èxit comercial durant la dècada del 1970. Honda esdevingué el fabricant capdavanter en models de diversos cilindres amb la 500 Four, després les 350, 400 i 550 a començaments dels 70. Aquests models varen ser "copiats" per Benelli, en particular amb la seva 750 Sei. Durant aquella època, Honda esdevingué el fabricant de motocicletes més gran del món, lloc que no ha abandonat mai des d'aleshores.
A mitjan dècada de 1970 va aparèixer la Gold Wing, equipada amb un motor boxer de 4 cilindres de 1.000 cc amb accionament per eix cardànic i refrigeració líquida. Aquest model comptarà posteriorment amb diverses versions en 6 cilindres, de 1.500 cc fins a 1.800 cc. El 1978, Honda va comercialitzar un model de sis cilindres en línia de 1.000 cc i 24 vàlvules, la CBX, amb refrigeració per aire i 105 CV de potència. El 1979 es va comercialitzar l'Honda CB99F, una motocicleta esportiva que permetia la marca de retrobar-se amb el gran públic i completar la gamma "Euro Style".
El 1982, Honda va ser el primer fabricant del món a comercialitzar en massa una motocicleta turboalimentada, la 500 CX Turbo. Aquest primer model de 500 cc va ser seguit pel 650 Turbo. Durant la dècada del 1980 es va llançar l'Honda VT 500 E, destinada a substituir la gamma CX. El 1986 va aparèixer la primera Honda VFR. Les motos d'aquesta gamma incorporen solucions tecnològiques provades en competició, la qual cosa els dona un èxit immediat. El motor V4 de la versió 2017 passava el filtre d'emissions Euro 4 però no l'Euro 5, de manera que se n'aturà la producció a finals del 2020.
Entre els motors més excepcionals mai fabricats per Honda cal esmentar el de pistons oblongs de la gamma NR: un V4 de 32 vàlvules que gira a 14.000 rpm, dissenyat inicialment per a la competició i extrapolat després a una motocicleta de carrer, la 750 NR.
Malgrat l'ús quasi exclusiu dels motors de quatre temps, Honda ha fabricat també nombrosos models destinats al fora d'asfalt amb motors de dos temps a causa de la manca de competitivitat en aquest sector dels primers. Tot i així, la marca ha aconseguit també grans progressos en aquest camp amb motors de quatre temps, especialment en motocròs i trial, on les Honda 4T han guanyat nombrosos campionats del món (entre els quals cal comptar els aconseguits per Toni Bou amb la Montesa Cota 4RT, una motocicleta amb tecnologia 100% Honda).

#### Gamma actual
Llista de models de motocicleta Honda a data del 2020:
| - CBR 500/650 R - CBR 1000 RR-R - GL 1800 Gold Wing - CRF 1100L Africa Twin - X-ADV - Integra - Forza 750 | - PCX 125 - SH 125i - NC750S - Rebel 500/1100 - CB 300/500/650/1000 R - CB 500f - Crossrunner |

#### Competició
Soichiro Honda, com a pilot de curses que havia estat, no podia restar al marge de la competició internacional. El 1959, Honda va presentar cinc motocicletes al TT de l'illa de Man, la cursa de motocicletes més prestigiosa del món a l'època. Tot i que disposava sempre de motors potents, va caldre esperar al 1961 perquè Honda acabés d'afinar el seu xassís prou bé per a permetre a Mike Hailwood d'aconseguir les seves primeres victòries en Gran Premi, a les categories de 125cc i 250cc. Hailwood aconseguiria més tard les seves primeres victòries al TT Sènior el 1966 i el 1967. Les motos de curses d'Honda eren conegudes pel seu "sleek & stylish design" ("disseny elegant i estilista") i les exòtiques configuracions dels motors, com ara el de 5 cilindres de 125 cc i 22.000 rpm o els de 6 cilindres de 250 i 297 cc.
El 1966, Honda va guanyar tots els títols mundials de constructors amb les seves motocicletes pluricilíndriques (bicilíndriques de 50cc, cinc cilindres de 125cc, sis cilindres de 250cc, etc.) totes elles equipades amb motor de quatre temps. A banda de Mike Hailwood, pilots també llegendaris com ara Jim Redman i Luigi Taveri van dominar amb les Honda les seves respectives categories durant anys.
La temporada de 1967 fou la darrera de la marca japonesa al mundial, ja que a partir de la de 1968 se'n retirà per tal de centrar-se en la Fórmula 1. Tot i no participar en els Grans Premis, Honda va seguir aconseguint èxits durant la dècada del 1970, aquest cop en competicions de resistència. El 1970, Dick Mann va guanyar la cèlebre cursa americana Daytona 200 amb una Honda de fàbrica; poc després, l'equip format per l'importador francès Japauto, amb una CB 750 apujada a 969 cc, va guanyar nombroses curses i campionats gràcies als seus pilots Christian Léon i Jean-Claude Chemarin.

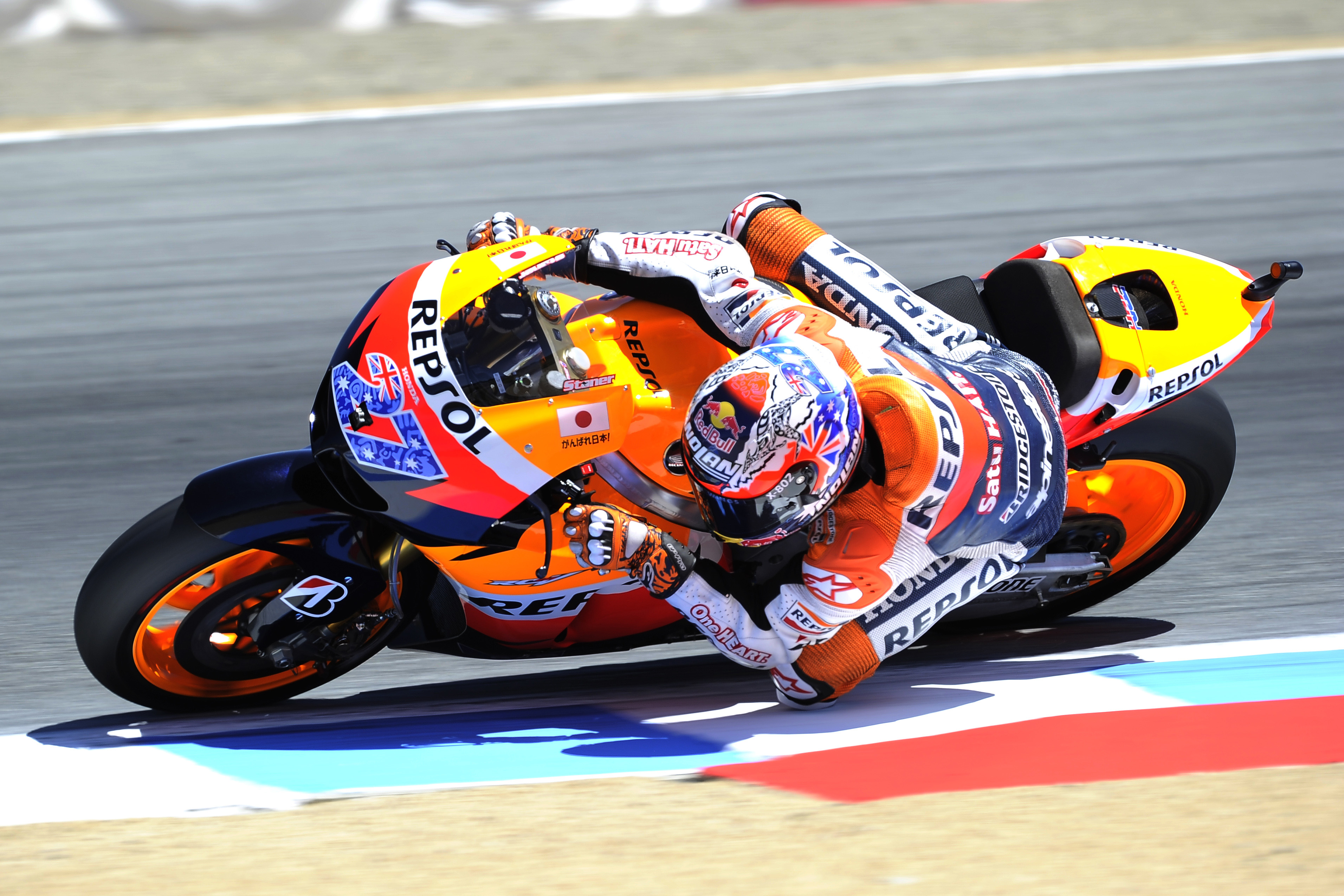
L'Honda RC212V pilotada per Casey Stoner el

El 1979, Honda va decidir de tornar als Grans Premis i ho va fer amb una motocicleta de quatre temps amb xassís monocasc, la NR500. Les regles de la FIM limitaven els motors a quatre cilindres, de manera que la NR500 tenia cilindres no circulars de "pista de cursa", cadascun amb 8 vàlvules i dues bieles, per tal de proporcionar una àrea de vàlvules suficient per a poder competir amb els models de dos temps dominants a l'època. Malauradament, semblava que Honda havia intentat fer massa coses alhora i l'experiment va fracassar. Per a la temporada de 1982, Honda va estrenar la seva primera motocicleta de curses de dos temps, la NS500, i el 1983 ja va guanyar el seu primer mundial de motociclisme de 500cc amb Freddie Spencer. Des de llavors, Honda s'ha convertit en una marca dominant als Grans Premis de motociclisme, guanyant una gran quantitat de títols de primer nivell amb pilots com ara Mick Doohan, Valentino Rossi i Marc Márquez. Honda també encapçala el nombre de victòries al TT de l'illa de Man amb 227 victòries en les classes en solitari i en sidecar, inclosa l'aclaparadora victòria absoluta d'Ian Hutchinson a les curses del 2010.
El rècord total de volta ràpida al Snaefell Mountain Course (el circuit de l'illa de Man) el va ostentar Honda en establir-lo John McGuinness al TT del 2015 a una velocitat mitjana de 213,562 km/h amb una Honda CBR1000RR, tot i que l'any següent el va millorar Michael Dunlop amb una BMW S1000RR a 215,591 km/h.
Al mundial de Superbike, Honda ha obtingut nombroses victòries amb campions com ara Fred Merkel, John Kocinski, Colin Edwards i James Toseland.
Pel que fa al fora d'asfalt, Honda hi ha destacat en totes les modalitats. A data del 2022, els pilots de la marca japonesa havien guanyat més de 30 campionats del món de motocròs, 14 d'enduro i 3 de trial (amb Eddy Lejeune, sense comptar els nombrosos guanyats per Dougie Lampkin, Takahisa Fujinami i Toni Bou amb Montesa, marca propietat d'Honda des del 1986).
El 1982 es va crear Honda Racing Corporation (HRC). L'empresa combina la participació en curses de motociclisme arreu del món amb el desenvolupament de models de competició d'alt rendiment. Les seves activitats són una via d'experimentació important per a la creació de tecnologies d'avantguarda emprades en el desenvolupament de motocicletes Honda. HRC també contribueix a l'avenç dels esports motociclistes per mitjà d'una sèrie d'activitats que inclouen la venda de motocicletes de curses de producció, suport a equips satèl·lits i programes d'educació per a pilots.

#### Galeria de models

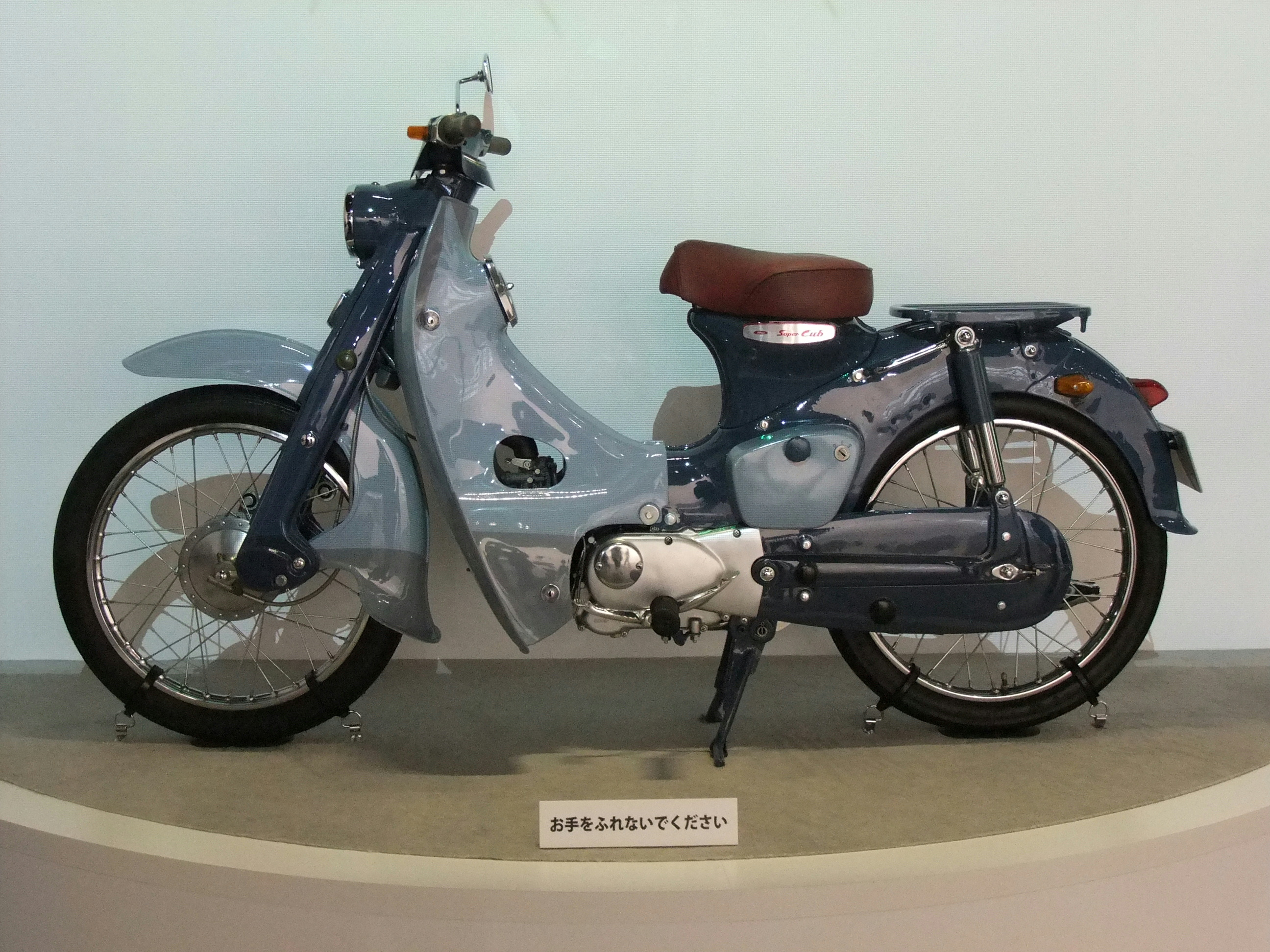
La Super Cub de 1958
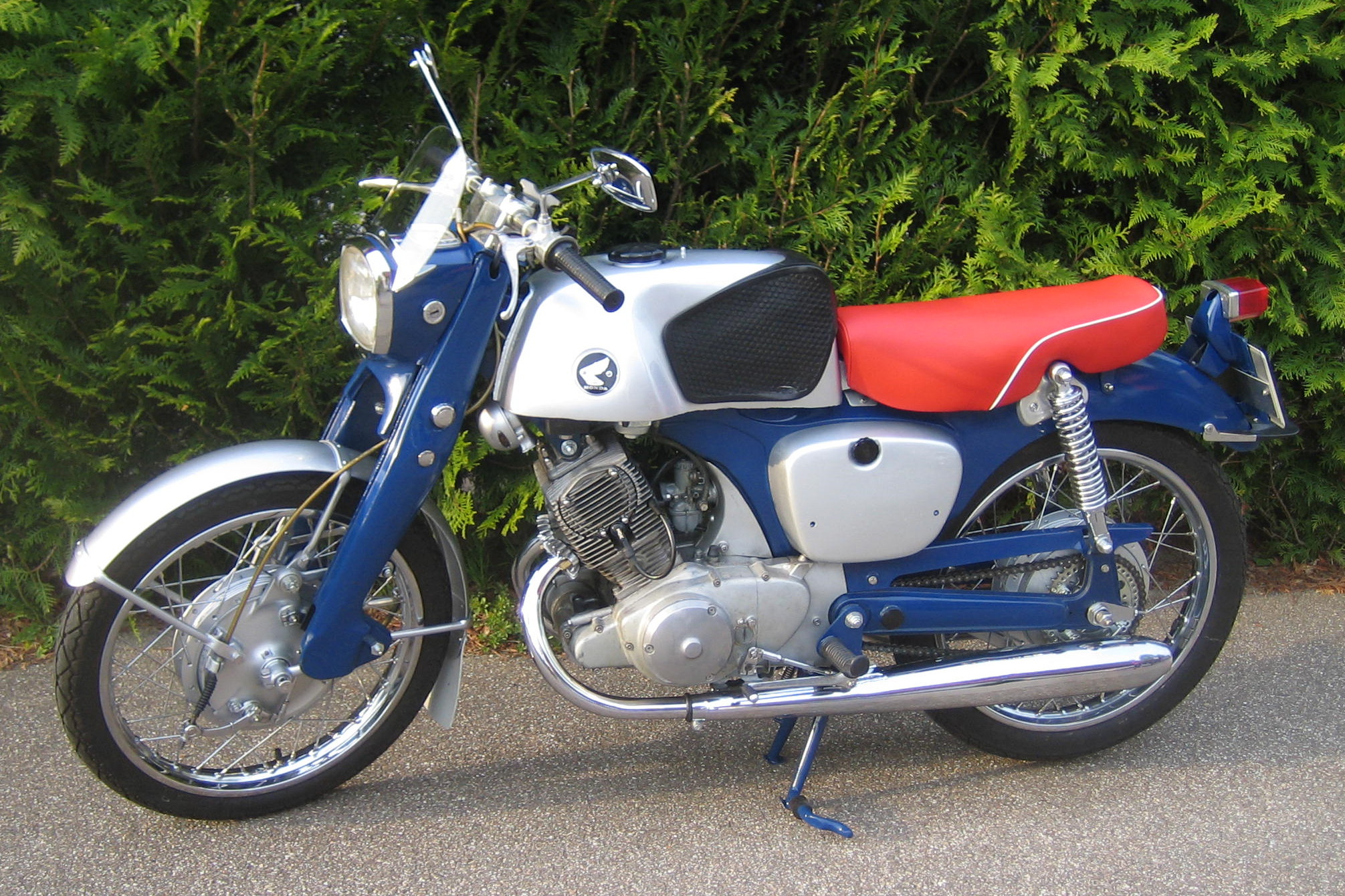
CB92 de 1961
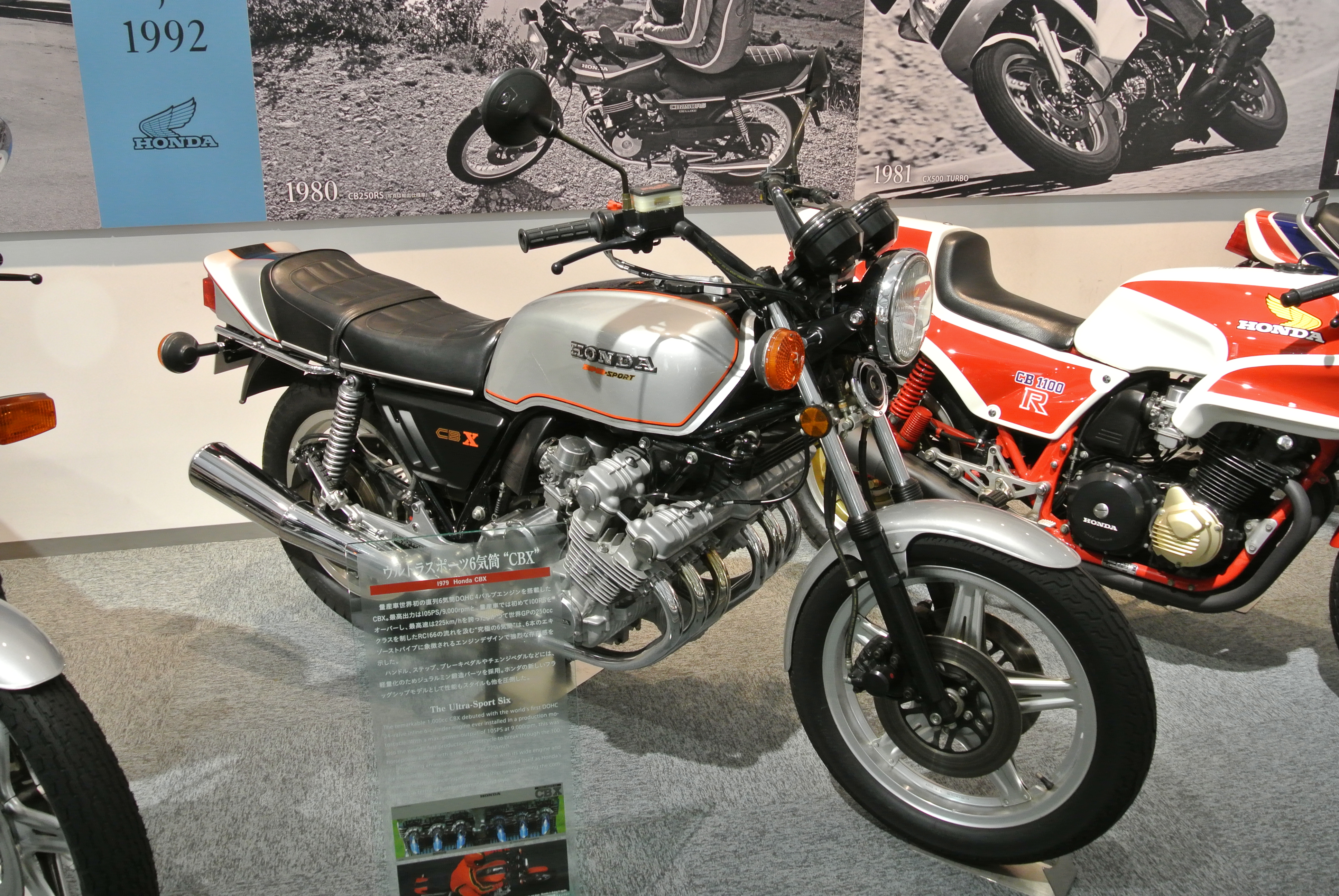
CBX 1000 de 1979
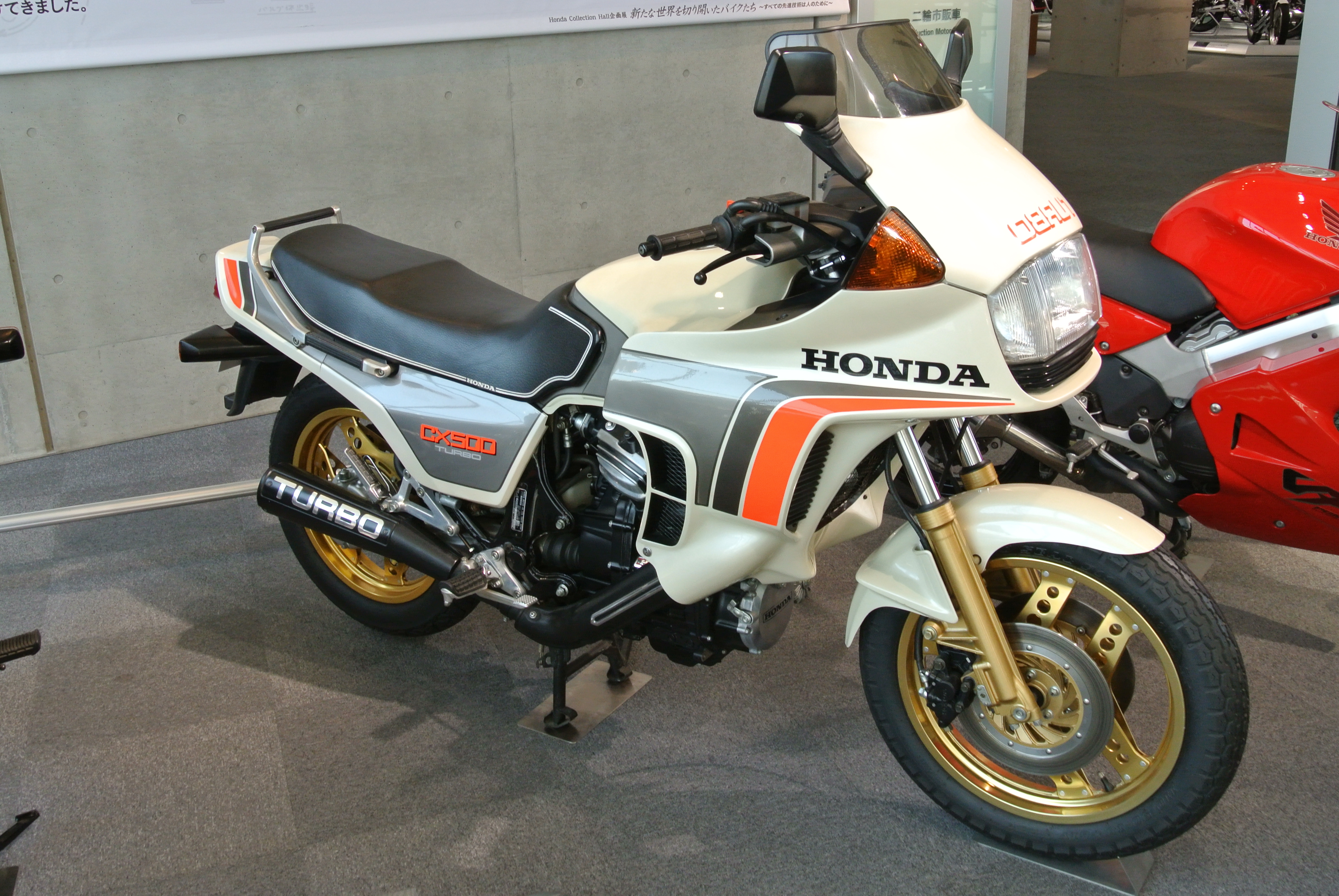
CX 500 Turbo de 1981
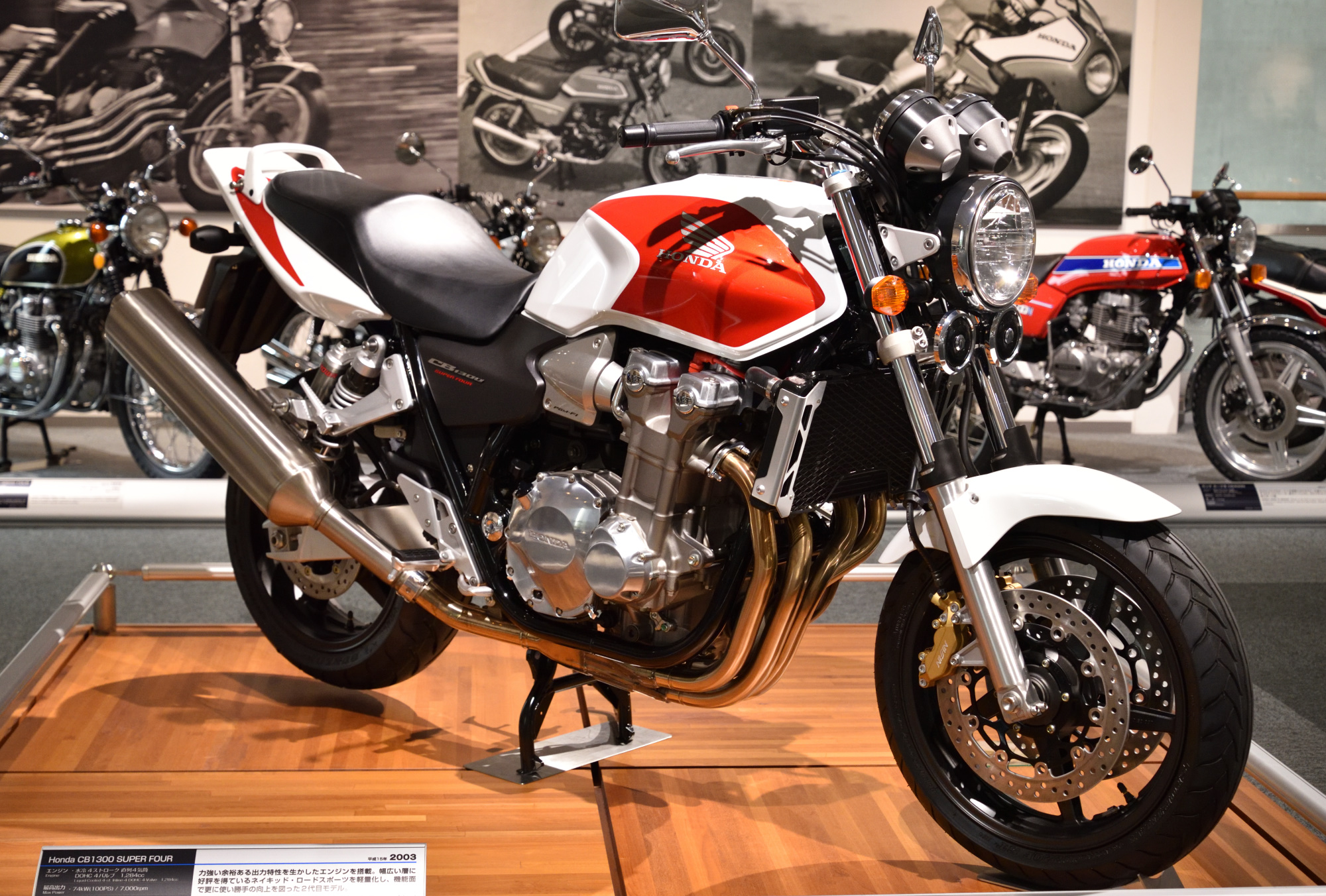
CB 1300 Super Four del 2003
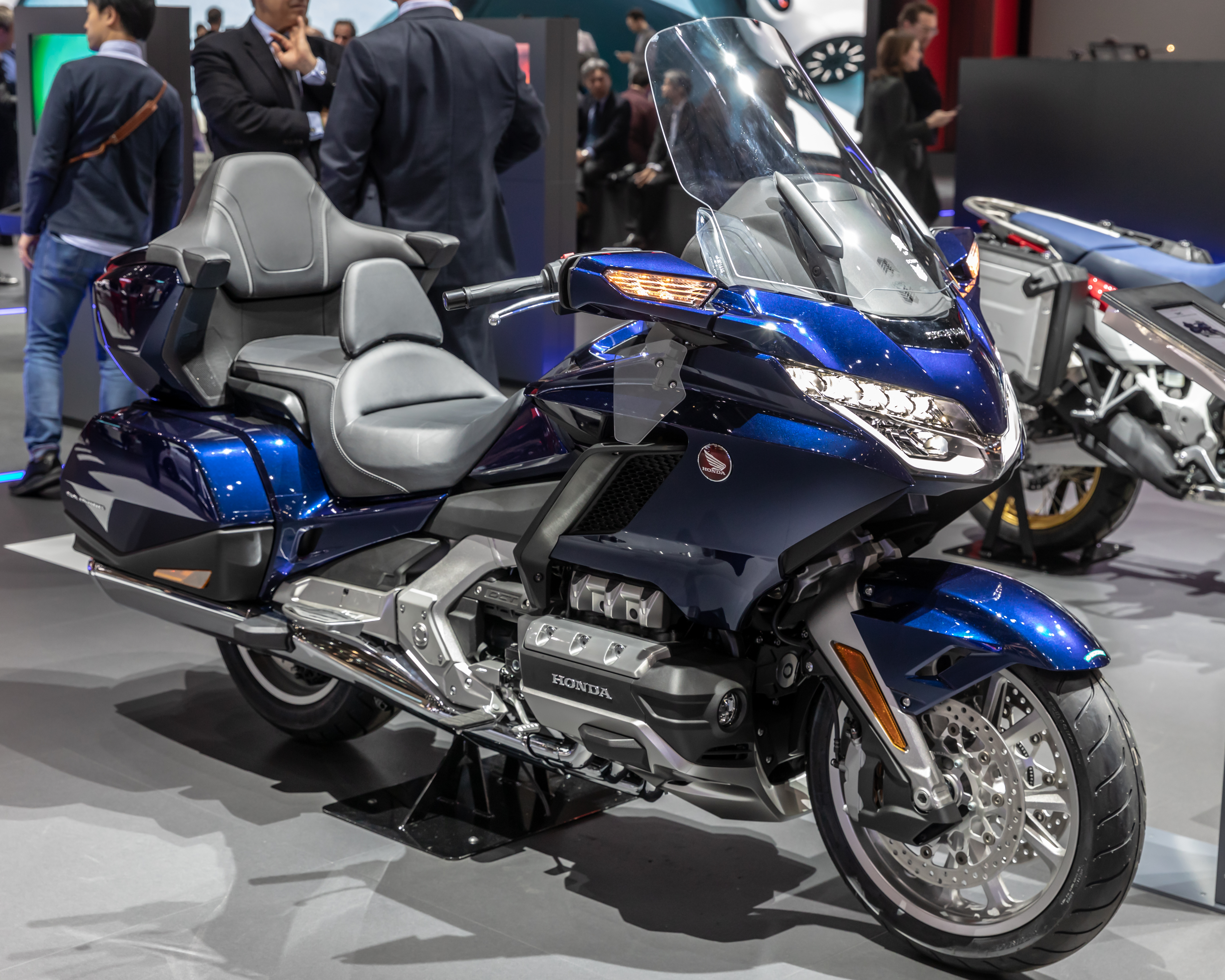
Gold Wing Tour del 2018

### Automòbils
Honda va començar a desenvolupar prototipus de cotxes de carrer a l'inici dels anys 60, amb intenció de vendre'ls al mercat japonès. La primera producció d'Honda va ser el T360 de 1963, una petita camioneta amb quatre diferents tipus de carrosseria (incloent una caixa de camió tradicional i una furgoneta), i un motor de 360 cc i 30 cavalls de potència. Dos mesos més tard, va aparèixer el primer turisme, el S500. El S500 era un roadster de dues portes amb un motor de 492 cc i amb 44 cavalls de potència, amb un límit de revolucions molt alt, de 9500 RPM. Tenia una transmissió de quatre velocitats amb les rodes posteriors acoblades amb una cadena. El fet de tenir un motor capaç d'arribar a altes revolucions i portar cadena evidencien el fet que la producció principal d'Honda eren les motocicletes.
En aquella època, quasi tots els fabricants japonesos d'automòbils estaven associats entre si, i tenien estrets lligams amb el govern. El govern instava les companyies a absorbir les empreses més petites perquè es poguessin crear grans companyies amb capacitat exportadora. Ja que el govern tenia un control extens sobre la indústria, no era corrent que una empresa petita i independent comencés a produir automòbils en massa. Això va ser un fet històric a l'economia japonesa.
Tot i que participava en competicions esportives, Honda tenia dificultats venent els seus automòbils als Estats Units. Els cotxes estaven dissenyats pel mercat japonès, i als Estats Units no es venien per ser massa petits com per atraure l'interès del mercat. El primer vehicle exportat als Estats Units va ser el N600, venut a Hawaii a partir de 1969. El 1970, el cotxe es va importar a Califòrnia, però el minúscul motor de 600 cc i dimensions també minúscules el van fer molt impopular al mercat nord-americà.
Finalment, el 1972 Honda va establir una quota de mercat amb la introducció del Civic, més gran que els seus predecessors, però encara petit comparat amb els vehicles típics americans, tot just quan la crisi del petroli de 1973 començava a impactar les economies mundials. Als Estats Units es van introduir noves lleis que obligaven als fabricants americans a afegir components per reduir la contaminació que encaria el producte, com els catalitzadors. Honda, en canvi, va introduir un nou concepte, el CVCC (Compound Vortex-Controlled Combustion) en el Civic de 1975. Això va permetre que el Civic complís les lleis americanes sense la necessitat d'encarir el preu excessivament, ja que s'estalviava certs components. A causa de la combustió més complexa i eficient, també va aconseguir ser el vehicle amb un consum més baix del mercat americà per quatre anys. Les companyies americanes van reaccionar amb lentitud i van trigar bastant en produir vehicles més petits i eficients, fet que va permetre que el Civic es vengués molt bé, així com demostrar la fiabilitat de l'Honda i establir una bona reputació.
El 1976, va ser introduït l'Accord, més gran que el Civic, que va aconseguir ser popular immediatament a causa de la seva relació qualitat/preu, economia, i una conducció divertida. L'Accord ha estat des de llavors un dels millors vehicles en concepte de vendes als Estats Units, i ha evolucionat a un vehicle de mida mitjana amb motors V6 i híbrids.
El 1982, Honda va ser la primera companyia japonesa en instal·lar fàbriques als Estats Units, començant per la fàbrica de l'Accord a Marysville, Ohio. Avui dia Honda en té diverses més.
Honda va ser el primer fabricant japonès en introduir una nova marca per vehicles de luxe. Es va crear el 1986 i s'anomena Acura. La gamma es compon de vehicles Honda modificats, normalment amb més potència i més esportivitat que els seus equivalents en Honda. El primer model va ser el Acura Legend, amb un motor de 2500 cc i 151 cavalls. Els fabricants europeus van criticar el fet que hi hagués un fabricant japonès que fabriqués vehicles de luxe.
El 1987 va ser un any important per la seguretat i la tecnologia a Honda. L'Honda Prelude va ser el primer vehicle de passatgers del món equipat amb direcció a les quatre rodes (4WS). Aquest any també va ser el primer en què un fabricant japonès instal·lés l'airbag en un vehicle, l'Honda (Acura) Legend.
El 1989, Honda va incorporar a la seva gama la tecnologia VTEC, un sistema que varia el moment d'obertura de les vàlvules, als seus motors per a automòbils de carrer, que permetia més eficiència i rendiment en un ventall més ampli de revolucions del motor. Un dels primers a utilitzar aquesta tecnologia, funcionava calibrant un motor per funcionar en dos modes diferents depenent de les necessitats. La conducció normal utilitzaria una lleva de vàlvula més curta que resultava en una operació més eficient. Si es necessitava més potència, una altra lleva és la que opera les vàlvules, permetent més potència a altes revolucions.
El 1999 Honda va començar a vendre el Insight, que és un petit vehicle híbrid. La potència deriva d'un motor de 1000 cc i tres cilindres de benzina i una bateria que proporciona més potència durant l'acceleració. Aquesta combinació, controlada per ordinador, proporciona un rendiment acceptable i un consum i unes emissions excepcionalment baixos. Ara, aquest sistema és disponible pel Civic i l'Accord.

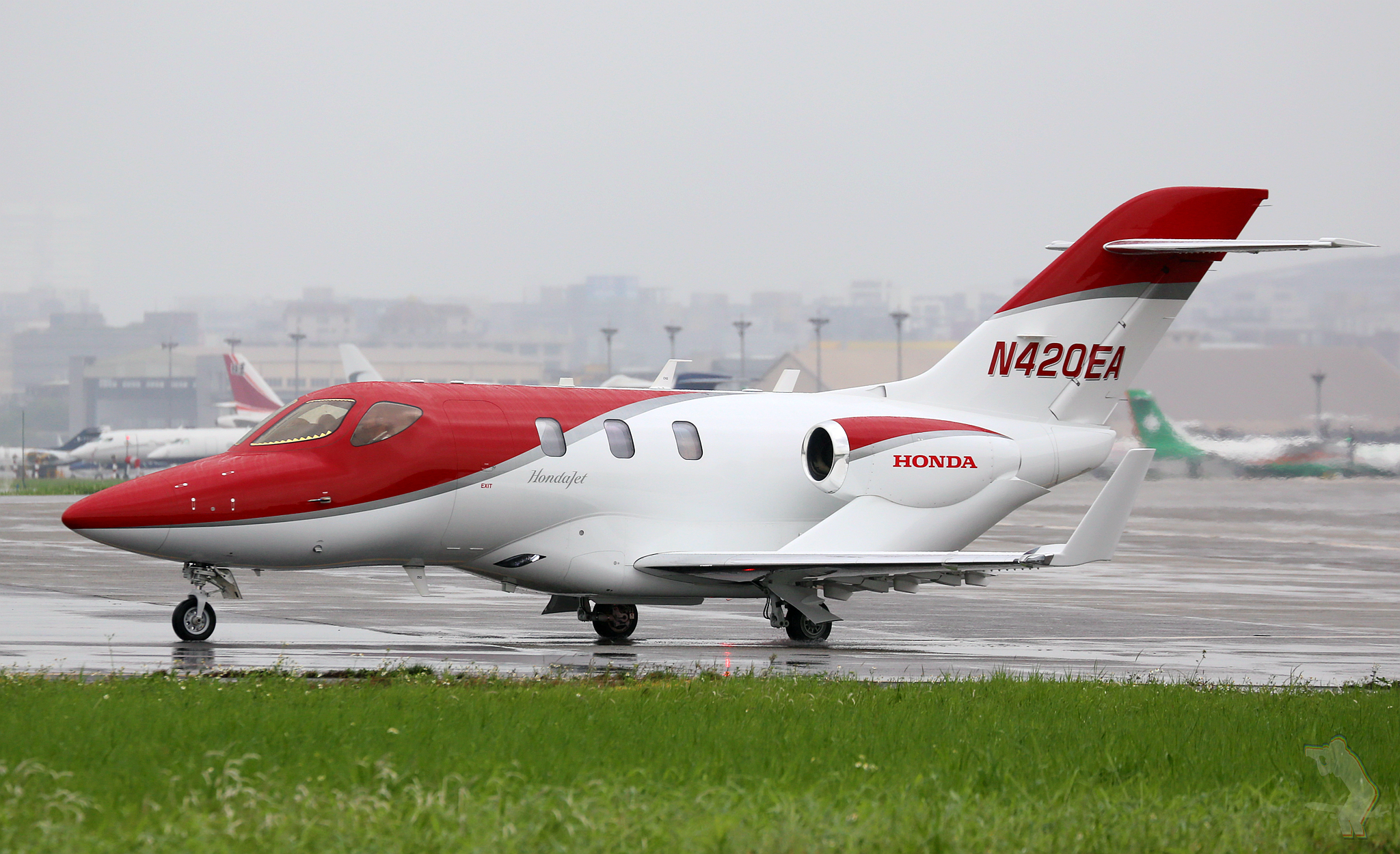
Honda HA-420 HondaJet

### Aeronaus
Honda també produeix avions, concretament l'avió privat lleuger Honda HA-420 HondaJet. El disseny i producció és raelitzat per la seva empresa subsidiària Honda Aircraft Company, amb seu als Estats Units d'Amèrica, a l'estat de Carolina del Nord.

## Presidents
- 1948-1973 — Soichiro Honda
- 1973-1983 — Kiyoshi Kawashima
- 1983-1990 — Tadashi Kume
- 1990-1998 — Nobuhiko Kawamoto
- 1998-2004 — Hiroyuki Yoshino
- 2004-present — Takeo Fukui

## Plantes

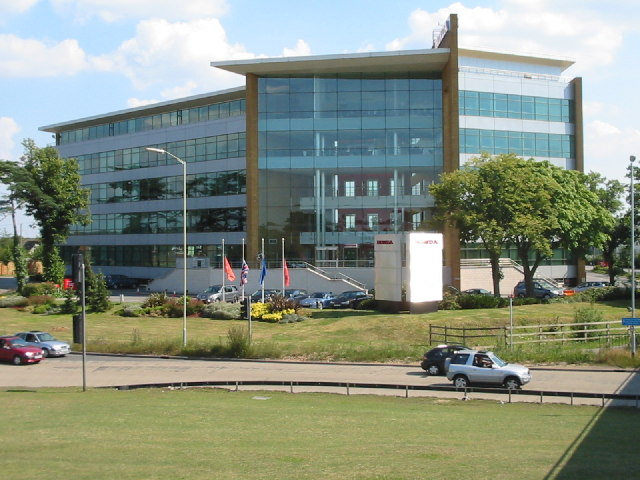
Central d'Honda al Regne Unit, a Brands Hill (Berkshire)

La següent és una llista parcial de les plantes de l'empresa:
| Japó - Hamamatsu, Shizuoka — motocicletes - Kikuchi, Kumamoto — motocicletes, quads - Sayama, Saitama — automòbils, camions lleugers - Suzuka, Mie — automòbils - Utsunomiya, Tochigi — recerca Índia - Gurgaon, Haryana — motocicletes - Noida, Uttar Pradesh — automòbils Malàisia - Malaca - Penang motocicletes com a Boon Siew Honda Tailàndia - Ayutthaya Turquia - Gebze | Brasil - Manaus, Estat d'Amazones — motocicletes - Sumare, Estat de São Paulo — automòbils (Civic i Fit) Canadà - Alliston, Ontario Colòmbia - Cali, Valle del Cauca — motocicletes Estats Units - Anna, Ohio — motors - East Liberty, Ohio — Civic Sedan/Coupe/GX, Element, CR-V - Greensburg (Indiana) — Civic Sedan (Posada en marxa a la tardor de 2008) - Lincoln (Alabama) — Odyssey, Pilot, motors V6 - Marysville, Ohio — Accord Sedan/Coupe, Acura TL, Acura RDX, motocicletes - Raymond, Ohio — recerca - Timmonsville, Carolina del Sud — quads i embarcacions - Torrance, Califòrnia — recerca i disseny Mèxic - Guadalajara, Jalisco — Motors, Accord Sedan. | Unió Europea - Swindon, Anglaterra |